# Brug 523
Brug 523 is een houten bouwkundig kunstwerk in het Amsterdamse Bos.
De brug is gelegen aan het zuidwesteind van de Bosbaan ten oosten van de Nieuwe Meerlaan richting Grote Speelweide. Ze maakt deel uit van een wandel- en fietsroute waarin ook brug 517 en brug 518 liggen.

## Ontwerp
De brug maakt deel uit van een verzameling bruggen die architect Piet Kramer van de Dienst der Publieke Werken voor het Amsterdamse Bos ontwierp. Het is een van de vele variaties binnen zijn houten bruggen voor het bos, die veel gelijkenis vertonen, maar toch allemaal verschillend zijn. De bruggen 517, 518 en brug 523 vormen binnen die grote groep weer een kleinere groep vanwege onderlinge gelijkenissen. Deze drie houten bruggen hebben alle leuningen en balustrades die wit zijn uitgevoerd met op de hoofdbalusters rode kapjes (hier koepelvormig en plat en rond. Brug 523 is daarbij uitgevoerd als enkele brug met twee aparte stroken voor voet- en fietsverkeer; deze stroken liggen elk op een apart niveau. Bij 517 zijn deze twee dekken gelegd op twee bruggen. Brug 523 verschilt ten opzichte van brug 517 en 518, dat zij drie lagen leuningen heeft. De bovensten van de drie lopen niet door tot de eindbalusters. De leuningen hebben alle de vorm van een vijfhoek (zogenaamde ezelsrug). De bruggen dateren uit 1937/1938.

## Culturele waarde
In 1999 werden alle bruggen in het Amsterdamse Bos door MTD Landschapsarchitecten in opdracht van de gemeente onderzocht op hun cultureel belang. Zij constateerden voor brug 523 dat het voor het bos een waardevolle brug was vanwege:
- de witte kleur die de bruggen binnen de omgeving accentueert;
- de eenheid in houten dek en leuningen;
- de karakteristieke houtverbindingen;
- scheiding parkbos en natuurbos

Amstelveen benoemde de brug in 2003 tot gemeentelijk monument op basis van onder meer bovenstaande kenmerken. Tevens vermeldden zij dat deze houten plaatbrug wordt ondersteund door een serie van vijf brugpijlers, waarvan er drie in het water staan en twee verwekt zijn in de landhoofden in de oevers. De pijlers in het water zijn verbonden door een betonnen constructie.

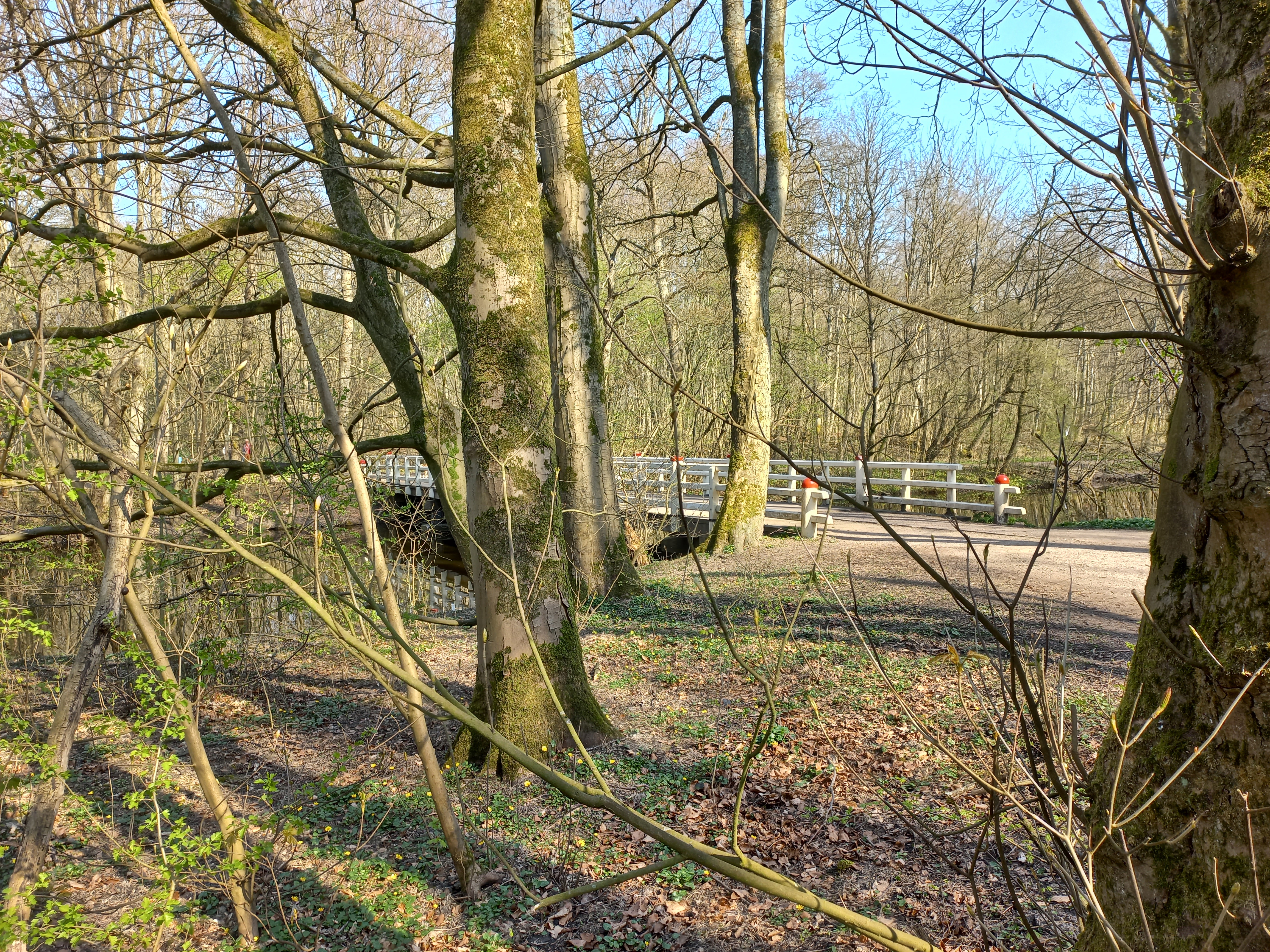
Brug 523 vanuit bos (maart 2022)

<<< · 500 · 501 ·  503 · 504 · 505 · 506 · 507 · 508 · 509 · 510 · 511 · 512 · 513 · 514 · 515 · 516 · 517 · 518 · 519 · 520 · 521 · 522 · 523 · 525 · 526 · 527 · 528 · 530 · 531 · 532 · 533 · 534 · 535 · 536 · 537 · 538 · 539 · 540 · 541 · 542 · 543 · 544 · 545 · 546 · 547 · 548 · 549 · 550 · 551 · 552 · 553 · 554 · 555 · 556 · 557 · 558 · 559 · 560 · 561 · 562 · 563 · 564 · 565 · 566 · 567 · 569 · 571 · 572 · 573 · 575 · 577 · 578 · 580 · 581 · 582 · 583 · 584 · 586 · 587 · 589 · 590 · 591 · 592 · 593 · 594 · >>>
Brugnummers 502, 524, 529, 568, 570, 574, 576, 579, 585, 588, 595, 596, 597, 598, 599 zijn niet (meer) vergeven.